# 朱宣人
朱宣人（1916年6月3日—2009年3月21日），男，江苏宜兴人，中国兽医病理学家，甘肃农业大学名誉校长。

## 生平
1916年6月3日生于江苏省宜兴县。1922年至1931年，先后在宜兴县履善小学及宜兴县县立初级中学读书。1931年考入江苏省立苏州中学高中部。1934年至1935年7月，在国立北平师范大学学习，同年8月考入南京國立中央大學农学院畜牧兽医系，1939年7月毕业，获农学学士学位。后留校任罗清生教授的助教。抗日战争时期随校西迁，1940年9月任四川西昌技艺专科学校畜牧科讲师。1944年考取中英庚款第八届留英公费生，1945年进入英国爱丁堡大学医学院暨爱丁堡皇家兽医学院，在研究生院学习动物和人体病理学，获兽医病理学博士学位。
1948年10月回国，任兰州国立兽医学院教授、教务主任。1949年8月任西北畜牧兽医学院病理学教授、教务主任，1951年任该院副院长。1953年10月加入中国民主同盟。1957年在反右运动中被划为右派分子，1960年12月获平反。在中国社会主义学院学习1年后，于1963年8月被任命为甘肃农业大学教务长。
文化大革命中备受摧残。1973年开始从事资料编译工作。1978年12月任甘肃农业大学副校长，1979年9月至1983年8月任校长。1981年11月任甘肃省人民政府副省长。1984年3月至1998年1月任甘肃省政协第五、六、七届副主席。民盟甘肃省委常委，副主委，第八、九届主委（1992年至1995年），民盟第六、七届中央常委。1981年至1988年任国务院学位委员会第一届学科评议组成员。同时是《兽医比较医学》和《兽医病理解剖学》主编。1990年开始享受国务院政府特殊津贴。1996年1月被美国科学促进会吸收为国际会员。2004年3月离休。2009年3月21日20时30分在海南省海口市逝世，享年94岁。

## 贡献
长期从事兽医病理学教学和科研工作。1950年代末，首次结合外检，对中国马属动物肿瘤进行了组织学分类。1964年，带领青年教师和研究生对危害甘青两省的绵羊链球菌病进行实验研究。1981年，组建并指导河西地区的马气喘病研究课题，证明该病主要是由普通嗜热放线菌、干草小多孢子菌和尘土中的硅酸盐共同引起的一种混合性尘肺。
主译《家畜肿瘤国际组织学分类》《人和动物营养中的微量元素》《普通兽医病理学》等国际权威著作。还担任《中国畜牧医学报》及《中国农业百科全书》编委，为《中国大百科全书·农业卷》和《中国农业大百科全书·兽医卷》撰写炎症与肿瘤等条目。